# Dungeon ni deai o motomeru no wa machigatteiru darō ka
Dungeon ni deai o motomeru no wa machigatteiru darō ka (jap. ダンジョンに出会いを求めるのは間違っているだろうか), skrótowo DanMachi (jap. ダンまち) – seria light novel napisana przez Fujino Ōmoriego i zilustrowana przez Suzuhito Yasudę, publikowana od stycznia 2013 nakładem wydawnictwa SB Creative pod imprintem GA Bunko.
Na jej podstawie powstały trzy mangi oraz serial anime wyprodukowany przez studio J.C.Staff, który emitowano między kwietniem a czerwcem 2015. W lutym 2019 premierę miał film kinowy zatytułowany DanMachi: Arrow of the Orion. Drugi sezon był emitowany od lipca do września 2019, trzeci zaś od października do grudnia 2020. Emisja czwartego sezonu rozpoczęła się w lipcu 2022 i zakończyła w marcu 2023. Piąty sezon był nadawany od października 2024 do marca 2025.
Od stycznia 2014 ukazuje się spin-off serii zatytułowany Dungeon ni deai o motomeru no wa machigatteiru darō ka gaiden: Sword Oratoria. Anime na jego podstawie było emitowane od kwietnia do czerwca 2017.

## Fabuła
Historia rozgrywa się w fikcyjnym mieście Orario, gdzie znajduje się labirynt zwany lochem (jap. ダンジョン danjon), który podzielony jest na liczne piętra. Jest on źródłem utrzymania dla licznych poszukiwaczy przygód, którzy udają się tam, aby walczyć z potworami i zbierać kryształowe odłamki, które pozostają po ich pokonaniu. Odłamki te są wykorzystywane do tworzenia magicznych przedmiotów, a także mogą być wymieniane na lokalną walutę. Społeczeństwo w Orario opiera się na podziale ludzi na frakcje zwane familiami (jap. ファミリア famiria), na czele których stoi bóstwo opiekuńcze.
Fabuła opowiada o 14-letnim Bellu Cranelu, początkującym poszukiwaczu przygód i jedynym członku familii bogini Hestii. Podczas jednej z samodzielnych wypraw do lochu, Bell natrafia na znacznie silniejszego od siebie Minotaura, jednakże zostaje uratowany przez szermierz Ais Wallenstein, w której się zakochuje. Uważając się za niegodnego jej osoby, Bell postanawia stać się silniejszym, w czym stara się mu pomóc Hestia.

## Light novel
Fujino Ōmori napisał historię zatytułowaną Familia Myth jako pracę konkursową do 4. edycji konkursu GA Bunko Award, podczas którego zdobył główną nagrodę i otrzymał ofertę publikacji. Pierwszy tom light novel ukazał się 15 stycznia 2013 nakładem wydawnictwa SB Creative pod imprintem GA Bunko. Według stanu na 15 grudnia 2024, do tej pory opublikowano 20 tomów. W styczniu 2018 seria liczyła ponad 9 milionów egzemplarzy w obiegu.
| Nr | Data wydania (język japoński) | ISBN (język japoński)  |
| -- | ----------------------------- | ---------------------- |
| 1  | 15 stycznia 2013              | ISBN 978-4-7973-7280-9 |
| 2  | 15 lutego 2013                | ISBN 978-4-7973-7307-3 |
| 3  | 15 maja 2013                  | ISBN 978-4-7973-7362-2 |
| 4  | 14 grudnia 2013               | ISBN 978-4-7973-7514-5 |
| 5  | 15 maja 2014                  | ISBN 978-4-7973-7714-9 |
| 6  | 14 listopada 2014             | ISBN 978-4-7973-8058-3 |
| 7  | 14 kwietnia 2015              | ISBN 978-4-7973-8311-9 |
| 8  | 13 czerwca 2015               | ISBN 978-4-7973-8314-0 |
| 9  | 12 września 2015              | ISBN 978-4-7973-8500-7 |
| 10 | 14 maja 2016                  | ISBN 978-4-7973-8677-6 |
| 11 | 15 października 2016          | ISBN 978-4-7973-8812-1 |
| 12 | 24 maja 2017                  | ISBN 978-4-7973-9280-7 |
| 13 | 14 lutego 2018                | ISBN 978-4-7973-9356-9 |
| 14 | 15 grudnia 2018               | ISBN 978-4-7973-9620-1 |
| 15 | 14 czerwca 2019               | ISBN 978-4-7973-9622-5 |
| 16 | 14 października 2020          | ISBN 978-4-8156-0756-2 |
| 17 | 22 kwietnia 2021              | ISBN 978-4-8156-0981-8 |
| 18 | 24 stycznia 2023              | ISBN 978-4-8156-1371-6 |
| 19 | 15 września 2023              | ISBN 978-4-8156-1970-1 |
| 20 | 15 grudnia 2024               | ISBN 978-4-8156-2869-7 |

## Manga
Adaptacja w formie mangi z ilustracjami autorstwa Kuniedy ukazywała się w magazynie „Young Gangan” wydawnictwa Square Enix od 2 sierpnia 2013 do 21 września 2018. Seria została zebrana w 10 tankōbonach, wydanych między 13 grudnia 2013 a 25 czerwca 2018.
| Nr | Data wydania (język japoński) | ISBN (język japoński)  |
| -- | ----------------------------- | ---------------------- |
| 1  | 13 grudnia 2013               | ISBN 978-4-7575-4166-5 |
| 2  | 14 maja 2014                  | ISBN 978-4-7575-4304-1 |
| 3  | 13 listopada 2014             | ISBN 978-4-7575-4464-2 |
| 4  | 25 marca 2015                 | ISBN 978-4-7575-4592-2 |
| 5  | 25 czerwca 2015               | ISBN 978-4-7575-4673-8 |
| 6  | 25 marca 2016                 | ISBN 978-4-7575-4925-8 |
| 7  | 13 października 2016          | ISBN 978-4-7575-5120-6 |
| 8  | 23 marca 2017                 | ISBN 978-4-7575-5287-6 |
| 9  | 25 września 2017              | ISBN 978-4-7575-5368-2 |
| 10 | 25 czerwca 2018               | ISBN 978-4-7575-5763-5 |

Kontynuacja mangi, zatytułowana Dungeon ni deai o motomeru no wa machigatteiru darō ka II, ukazuje się w tym samym magazynie od 6 września 2019.
| Nr | Data wydania (język japoński) | ISBN (język japoński)  |
| -- | ----------------------------- | ---------------------- |
| 1  | 22 lipca 2020                 | ISBN 978-4-7575-6769-6 |
| 2  | 25 marca 2021                 | ISBN 978-4-7575-7169-3 |
| 3  | 25 grudnia 2021               | ISBN 978-4-7575-7647-6 |
| 4  | 25 stycznia 2023              | ISBN 978-4-7575-8354-2 |
| 5  | 25 listopada 2023             | ISBN 978-4-7575-8912-4 |

Manga w formacie yonkoma, zatytułowana Dungeon ni deai o motomeru no wa machigatteiru darō ka 4-koma: Kamisama no nichijō, autorstwa Masayi Takamury, ukazywała się w magazynie „Young Gangan” wydawnictwa Square Enix od 14 sierpnia 2014 do 18 marca 2017. Została również opublikowana w 2 tankōbonach, wydanych odpowiednio 15 maja 2015 i 23 maja 2017.
| Nr | Data wydania (język japoński) | ISBN (język japoński)  |
| -- | ----------------------------- | ---------------------- |
| 1  | 15 maja 2015                  | ISBN 978-4-7575-4639-4 |
| 2  | 23 maja 2017                  | ISBN 978-4-7575-5356-9 |

Druga yonkoma, zatytułowana DanMachi 4-koma: Somosomo Dungeon ni moguru no ga machigai de wa nai darō ka, narysowana przez Choboraunyopomi, była wydawana w magazynie „Young Gangan” wydawnictwa Square Enix od 7 listopada 2014 do 5 czerwca 2015. Została opublikowana w 2 tankōbonach, wydanych odpowiednio 25 czerwca 2015 i 25 marca 2017.
| Nr | Data wydania (język japoński) | ISBN (język japoński)  |
| -- | ----------------------------- | ---------------------- |
| 1  | 25 czerwca 2015               | ISBN 978-4-7575-4674-5 |
| 1  | 25 marca 2017                 | ISBN 978-4-7575-5288-3 |

## Anime
Adaptacja w formie telewizyjnego serialu anime została wyprodukowana przez studio J.C.Staff i wyreżyserowana przez Yoshikiego Yamakawę. Seria była emitowana od 4 kwietnia do 27 czerwca 2015. 7 grudnia 2016 został wydany odcinek OVA.
Drugi sezon został zapowiedziany 18 lutego 2018 podczas panelu GA Bunko 2018 Happyō Stage, odbywającego się w trakcie wydarzenia Wonder Festival. Był emitowany od 13 lipca do 28 września 2019. Hideki Tachibana zastąpił Yoshikiego Yamakawę na stanowisku reżysera. Reszta obsady i członków ekipy produkcyjnej powróciła do prac nad serialem.
Zarówno trzeci sezon serialu, jak i odcinek OVA zostały ogłoszone 27 września 2019. Drugi odcinek OVA został wydany 29 stycznia 2020. Premiera trzeciego sezonu pierwotnie miała się odbyć w lipcu 2020, ale komitet produkcyjny anime opóźnił jego emisję do „października lub później” z powodu skutków pandemii COVID-19. 4 lipca 2020 ogłoszono, że emisja sezonu zostanie przesunięta na październik 2020. Seria ta była emitowana od 3 października do 19 grudnia 2020 i liczyła 12 odcinków. 18 grudnia 2020 zapowiedziano trzeci odcinek OVA, który został wydany 28 kwietnia 2021.
Czwarty sezon został zapowiedziany 31 stycznia 2021 podczas wydarzenia GA FES 2021. Fujino Ōmori, oryginalny autor powieści, dołączył do Hidekiego Shirane na stanowisku scenarzysty. Emisja pierwszej części czwartego sezonu rozpoczęła się 23 lipca i zakończyła 1 października 2022. Z kolei drugą część emitowano od 7 stycznia do 18 marca 2023.
4 listopada 2023 zapowiedziano powstanie piątego sezonu. Jego emisja trwała od 5 października 2024 do 7 marca 2025.

### Ścieżka dźwiękowa
| Seria          | Tytuł               | Wykonawca       | Źródło   |
| Czołówka       | Czołówka            | Czołówka        | Czołówka |
| -------------- | ------------------- | --------------- | -------- |
| 1              | „Hey World”         | Yuka Iguchi     | [ 66 ]   |
| 2              | „HELLO to DREAM”    | Yuka Iguchi     | [ 67 ]   |
| 3              | „Over and Over”     | Yuka Iguchi     | [ 68 ]   |
| 4              | „Tentō”             | sajou no hana   | [ 69 ]   |
| 4              | „Shikō”             | Saori Hayami    | [ 70 ]   |
| 5              | „Shōnen”            | sajou no hana   | [ 65 ]   |
| Napisy końcowe |                     |                 |          |
| 1              | „Right Light Rise”  | Kanon Wakeshima | [ 66 ]   |
| 2              | „Sayakana shukusai” | Sora tob sakana | [ 67 ]   |
| 3              | „Evergreen”         | sajou no hana   | [ 68 ]   |
| 4              | „Guide”             | Saori Hayami    | [ 69 ]   |
| 4              | „Kirikizu”          | sajou no hana   | [ 70 ]   |
| 5              | „Hydrate”           | sajou no hana   | [ 65 ]   |

## Film anime
Film anime, zatytułowany DanMachi: Arrow of the Orion (jap. 劇場版 ダンジョンに出会いを求めるのは間違っているだろうか ー オリオンの矢 ー Danjon ni deai o motomeru no wa machigatteiru darō ka: Orion no ya), został zapowiedziany wraz z drugim sezonem serialu podczas panelu GA Bunko 2018 Happyō Stage na festiwalu Wonder Festival. Został wyreżyserowany przez Katsushiego Sakurabiego na podstawie scenariusza Fujino Ōmoriego. Za animację odpowiadało studio J.C.Staff, za muzykę zaś Keiji Inai. Premiera filmu w Japonii odbyła się 15 lutego 2019. W Polsce film został wydany cyfrowo nakładem wydawnictwa Animagia.

## Spin-off
Spin-off serii skupiający się na postaci Ais Wallenstein, zatytułowany Dungeon ni deai o motomeru no wa machigatteiru darō ka gaiden: Sword Oratoria (jap. ダンジョンに出会いを求めるのは間違っているだろうか外伝 ソード・オラトリア), ukazuje się od stycznia 2014. Został napisany przez Fujino Ōmoriego i zilustrowany przez Kiyotakę Haimurę na podstawie projektów autorstwa Suzuhito Yasudy. Na jego podstawie powstała manga oraz serial anime, wyprodukowany przez studio J.C.Staff, który emitowano od kwietnia do czerwca 2017.